# Munkbrarup
Munkbrarup est une commune de l'arrondissement de Schleswig-Flensbourg, Land de Schleswig-Holstein.

## Géographie
Munkbrarup est voisine de Flensbourg dans la péninsule d'Angeln.
Elle réunit les quartiers de Balm, Bockholmwik, Geil, Iskiersand, Kragholm, Rüde, Siegum et Siegumlund.

## Histoire
La première habitation date du néolithique, comme le prouve la tombe mégalithique de Siegum.

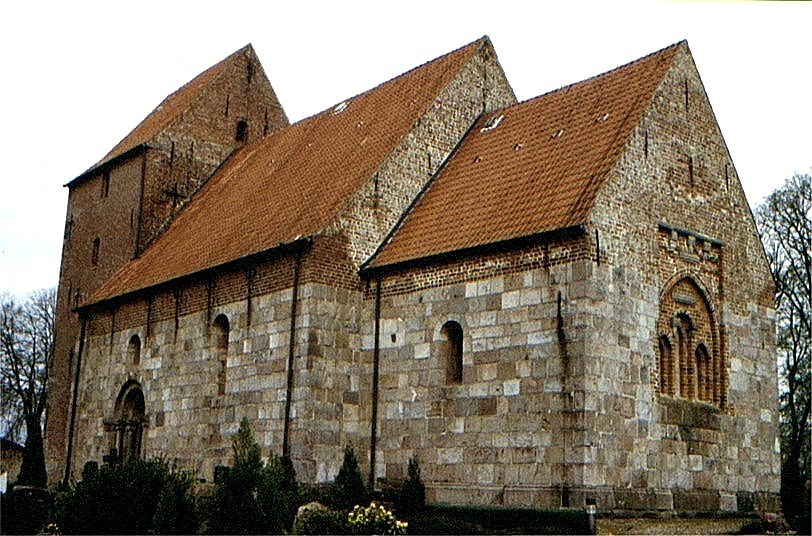
L'église Saint-Laurent

L'abbaye de Rüde est fondé en 1192 et existe jusqu'en 1582. Le village porte alors le nom de "Holdernes-Brotorp". Le préfixe "Munk" désigne les moines.
Dans le dernier quart du XIIIe siècle est construit l'église Saint-Laurent avec des blocs de granit du Jutland. Le portail au sud s'inspire de celui de la cathédrale de Schleswig. En 1565, elle subit un incendie. En 1582, elle est restaurée à l'occasion de la construction du château de Glücksburget reçoit la croix de l'abbatiale. En 1936, elle est restaurée dans un style roman.
En 1870, on élève un moulin qui est aujourd'hui un musée.

## Personnalités liées à la commune
- Philipp Ernst Lüders (de) (1702-1786), chapelain et réformateur agricole.
- Hans Holtorf (de) (1899-1984), comédien et peintre.

## Source, notes et références
1. ↑  Histoire de l'église (de)

- (de) Cet article est partiellement ou en totalité issu de l’article de Wikipédia en allemand intitulé « Munkbrarup » (voir la liste des auteurs).